# قرار مجلس الأمن التابع للأمم المتحدة رقم 2620
قرار مجلس الأمن التابع للأمم المتحدة رقم 2620 الصادر بالإجماع في 15 فبراير 2022، والذي مدد حتى 12 مارس 2023 فريق الخبراء المعني باللجنة المكلفة بالإشراف على العقوبات المفروضة على السودان.

## روابط خارجية
- نص القرار في undocs.org